# غيفهورن (مقاطعة)
غيفهورن (تُلفظ بالألمانية: [ˈɡɪfhɔʁn]) هي مقاطعة في سكسونيا السفلى، ألمانيا.

## روابط خارجية
- الموقع الرسمي (بالألمانية)

إحداثيات: 52°29′N 10°33′E / 52.483°N 10.550°E</span